# Walter van Sint-Omaars
Walter van Sint-Omaars (ca.1110 – 1174) was een Vlaamse kruisvaarder die na de Tweede Kruistocht neerstreek in het Heilige land. Door zijn huwelijk met Eschiva van Bures werd hij vorst van Galilea en heer van Tiberias.
Hij was een zoon van Willem II van Sint-Omaars, waarbij zijn oudere broer Willem III van Sint-Omer hem opvolgde als heer van Sint-Omaars (Saint-Omer). Walters oom Hugo van Sint-Omaars had deelgenomen aan de Eerste Kruistocht en werd vorst van Galilea als opvolger van Tancred van Galilea in 1101, met de familie van Bures tientallen jaren aan de macht was er opnieuw een verwant van de Sint-Omaars op de zetel van Galilea.
In 1130 huwde Walter met Eschiva van Bures en kreeg vier zonen met haar;
- Hugo II van Sint-Omaars
- Willem van Sint-Omaars
- Rudolf van Sint-Omaars
- Odo van Sint-Omaars